# Heidi (2015)
Heidi ist ein Film von Alain Gsponer aus dem Jahr 2015, basierend auf der Romanvorlage von Johanna Spyri. Der Kinostart in der Deutschschweiz und in Deutschland war am 10. Dezember 2015, in der Romandie war der Kinostart am 3. Februar 2016.
Der Film wurde in insgesamt 25 Länder verkauft.

## Handlung
Das Waisenmädchen Heidi wird von seiner Tante Dete zu seinem menschenscheuen Grossvater, dem Alpöhi (in der deutschen Version Almöhi), in die Schweizer Berge gebracht, wo es von nun an leben soll. Heidi findet sich in der Hütte des Grossvaters schnell zurecht und gewinnt langsam die Zuneigung des eigenbrötlerischen Alten. Am liebsten verbringt sie ihre Zeit mit dem Geissenpeter: Zusammen hüten sie die Ziegen und streifen über die Alpwiesen.
Heidis Tante Dete taucht auf der Alp auf und teilt dem Alpöhi mit, Heidi solle zu einer vornehmen Familie nach Frankfurt. Gegen den Willen des Grossvaters nimmt sie Heidi mit und bringt sie nach Frankfurt. Sie soll dort in der Familie Sesemann der gelähmten Klara als Spielkameradin dienen, beim strengen Kindermädchen Fräulein Rottenmeier Manieren und bei einem Hauslehrer lesen und schreiben lernen. Heidi und Klara werden gute Freundinnen. Auch Herr Sesemann und der Diener Sebastian schliessen Heidi in ihr Herz, aber Heidi sehnt sich zurück in die Berge.
Grossmutter Sesemann versteht Heidis Kummer. Als das Mädchen vor Heimweh zu schlafwandeln beginnt, überzeugt der Arzt der Familie Herrn Sesemann davon, Heidi zurück in die Berge zu schicken. Sebastian begleitet Heidi zurück in die Schweiz. Dort sind alle glücklich, Heidi wiederzuhaben. Im Winter ziehen sie und der Alpöhi hinunter ins Dörfli, wo Heidi in die Schule geht und dem Geissenpeter das Lesen beibringt. Im Frühjahr kommt Klara mit ihrer Grossmama zu Besuch. Peter ist eifersüchtig, weil Heidi anscheinend nur noch Augen für Klara hat, und stösst deshalb Klaras Rollstuhl den Berg hinunter. Dadurch erreicht er ungeplant, dass Klara mit Heidis und seiner Hilfe lernt, wieder auf eigenen Beinen zu stehen und zu gehen. Vater und Grossmutter Sesemann sind überglücklich, als sie Klara abholen kommen und Klara ihnen auf eigenen Beinen entgegenkommt. Der Film endet mit Aufnahmen von Heidi, wie sie glücklich über Alpwiesen rennt.

## Darsteller
Für Heidi und den Geissenpeter wurden rund 500 Bündner Kinder gecastet. Ausgewählt wurden die neunjährige Anuk Steffen aus Chur und der vierzehnjährige Quirin Agrippi aus Pontresina, die beide zum ersten Mal vor der Kamera standen. Die Rolle der Klara spielte die zwölfjährige Isabelle Ottmann.
Zu seiner Rolle als Alpöhi sagte Bruno Ganz: «Heidi ist ein National-Epos in der Schweiz und es gab keinen Grund, dass ich dazu nein sagen würde. Das war nicht möglich, auch vor mir selber nicht, und dann fand ich die Rolle auch interessant». Zudem meinte er: „Das Leben in diesen Gegenden war Ende des 19. Jahrhunderts, als Spyri die Romane geschrieben hat, äusserst brutal. Aber in diesem Film wird man davon ein bisschen mehr verstehen lernen als in dem Schwarzweissfilm aus den 1950er Jahren, der wohlgemerkt sehr schön war.“

## Produktion

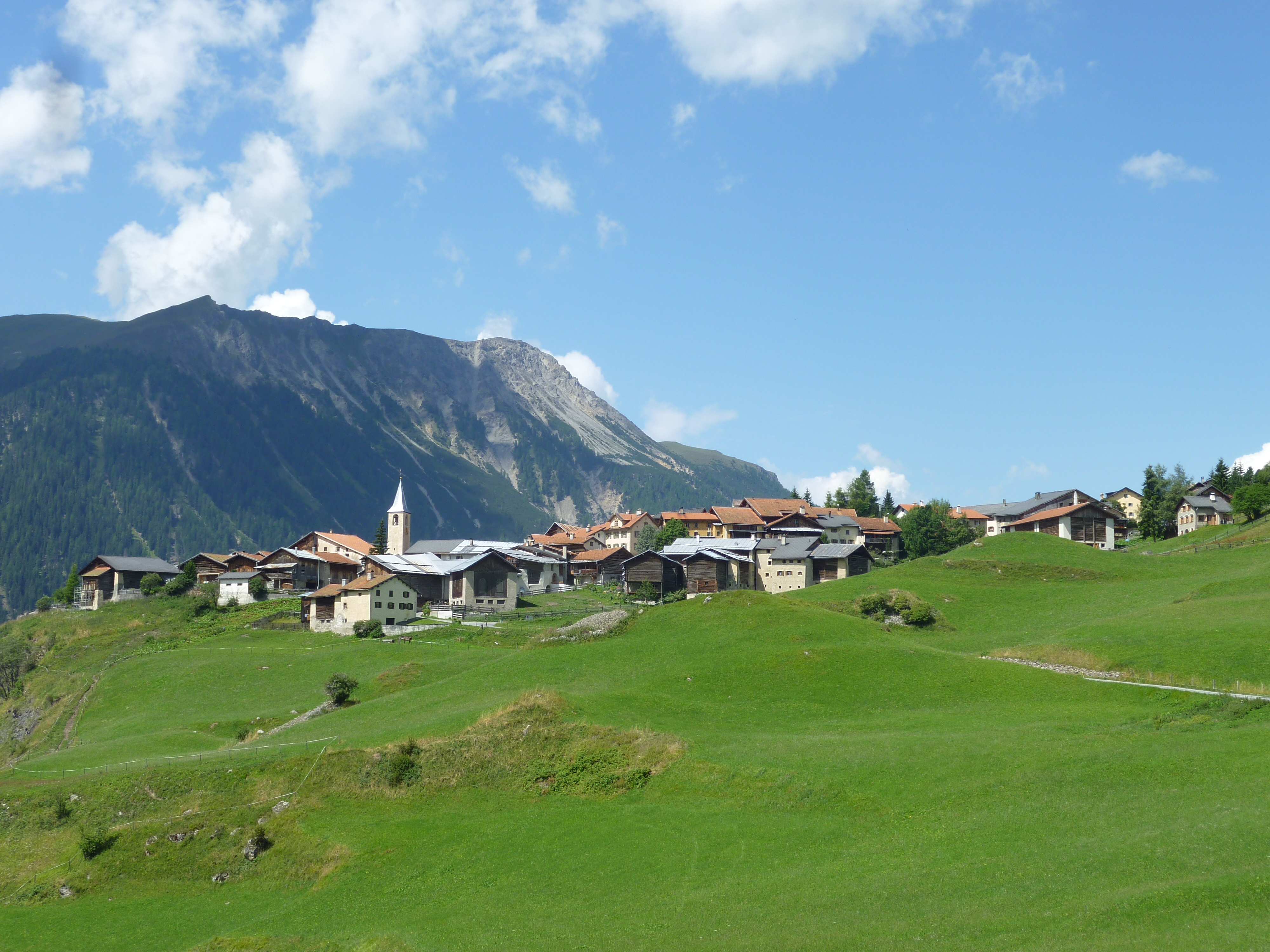
Latsch, das Heididorf

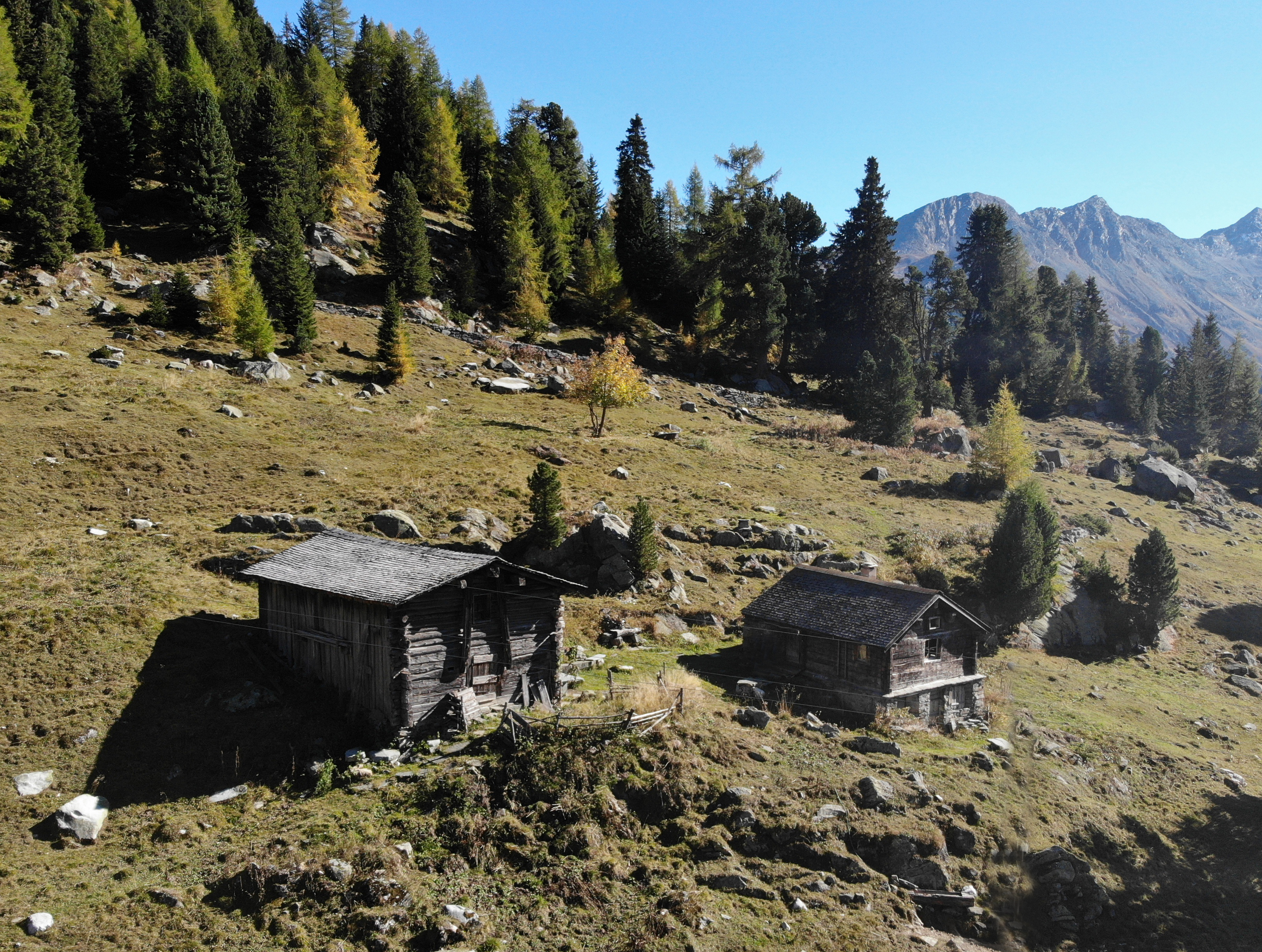
Die Hütten des Alpöhi

Die Dreharbeiten begannen am 19. August 2014. Sie dauerten rund 50 Tage bis Ende Oktober und fanden in Graubünden, München, Thüringen und Sachsen-Anhalt statt. Der Schweizer Teil wurde vorwiegend in Sufers im Rheinwald und in Latsch im Albulatal gedreht, wo schon der Film aus dem Jahr 1952 entstanden war. Die Postproduktion erfolgte 2015. Das Budget für den Film betrug rund 8,5 Millionen Franken. Gemäss Produzent Lukas Hobi sollte der Dreh tatsächlich in der Gegend entstehen, aus der Heidi stammte, also in den Bündner Bergen oder dem Sarganserland. Dabei orientierte man sich bewusst an der Verfilmung von 1952 und wählte etwa das gleiche Dorf als Drehort.
Eine Szene wurde im Bahnhof Stuls/Stugl der Albulabahn gedreht, dabei ist die 1906 gebaute Dampflokomotive RhB G 4/5 107 «Albula» zu sehen. Die Oberleitung wurde nachträglich per Bildbearbeitung aus dem Film entfernt.
Teile der Romanvorlage spielen im Frankfurt des 19. Jahrhunderts. Die Altstadt Frankfurts gehörte einst zu den flächenmässig grössten und besterhaltenen mittelalterlichen Altstädten Europas. Da diese im Zweiten Weltkrieg nahezu völlig zerstört wurde und laut Produzent Jakob Claussen „die heutige Stadt Frankfurt allerdings ein entsprechendes historisches Bild nicht mehr hergibt“, mussten hierfür andere Drehorte gefunden werden. Wie beim Film Das kleine Gespenst, wo man Drehorte mit historischer Bausubstanz nutzte, wurde man nun in Quedlinburg, Halberstadt und Altenburg fündig.
Obwohl in den Romanen keine Jahreszahlen genannt wurden, legte man Wert auf Authentizität und Detailgenauigkeit bei Maske, Ausstattung und Kostümen. Man orientierte sich dabei etwa am Jahr 1860. „In dem Dorf Latsch haben wir etwa alles unternommen, um jegliche modernen Elemente, die zum Teil schon im frühen 20. Jahrhundert entstanden sind, zu eliminieren. Der Zuschauer soll das Gefühl haben, eine Zeitreise in die Schweizer Berge, aber auch nach Frankfurt machen zu dürfen.“

## Kritik
Der Filmdienst urteilte, der Film warte «mit schwelgerisch schönen Landschaftsaufnahmen und einem guten Schauspielensemble auf, unter dem vor allem die junge Darstellerin der Titelfigur herausragt». Dies könne jedoch nicht verhindern, dass er «inhaltlich außer dem Beschwören einer hoffnungslos verkitschten Natur-Idylle keine erzählerischen Funken aus dem Stoff schlagen» könne. Auffällig sei zudem, dass «alle christlich akzentuierten Erzählelemente der Vorlagen rigoros ignoriert» würden.
Der Spiegel schrieb: «Einen ungewöhnlichen Heimatfilm haben Regisseur Alain Gsponer und Drehbuchautorin Petra Volpe gemacht – einen Heimatfilm für Kinder, der Heimat undogmatisch, unpatriotisch und kein bisschen agrarpolitisch da ansiedelt, wo es angeblich schon Plinius der Ältere getan hat: Home is where your heart is. Heidis Herz, trotz der vielen Kindheitstraumata weder gebrochen noch sonderlich schwer, fliegt ihrem misanthropischen Großvater (Bruno Ganz) zu, der die Berge repräsentiert. […] Gsponer und Volpe haben sich des Themas, trotz seines – durch die vielen Adaptionen entstandenen – heiter-naiven, biederen und altmodischen Beigeschmacks, ernsthaft angenommen. Und es zu dem großen Drama zurückgeführt, das es beinhaltet: Wie kann Heidi, der Freigeist, sich gegen die kleinbürgerliche Enge der Gesellschaft zur Wehr setzen?»
Beim Deutschen Filmpreis 2016 wurde Gsponers «Heidi»-Verfilmung als bester Kinderfilm ausgezeichnet.
Im Rahmen der Kinderfilmtage im Ruhrgebiet 2016 wurde der Film mit dem Emo (Beste Darstellerin) und dem Emmi (Bester Film) ausgezeichnet.